# سن-سیمون (کاپیتال-ناسیونال)
سن-سیمون، کاپیتال-ناسیونال (به فرانسوی: Saint-Siméon) شهری در منطقه شهری شارلووا-است ناحیه کاپیتل-ناسیونال در استان کبک کانادا است. در سرشماری سال ۲۰۱۱ این شهر ۱٬۴۲۲ نفر جمعیت داشته‌است و مساحت آن ۲۸۹٫۷۳ کیلومتر مربع است.